# Liste der Brücken in Wien/Innere Stadt
Diese Liste beinhaltet jene Wiener Brücken, die sich im 1. Bezirk Innere Stadt befinden. Weitere Brücken, die an den 1. Bezirk grenzen oder sich nur teilweise auf seinem Bezirksgebiet befinden, von der Brückeninformation Wien aber anderen Bezirken zugeordnet sind, befinden sich in den jeweiligen Listen der angrenzenden Bezirke.